# 索阿扎

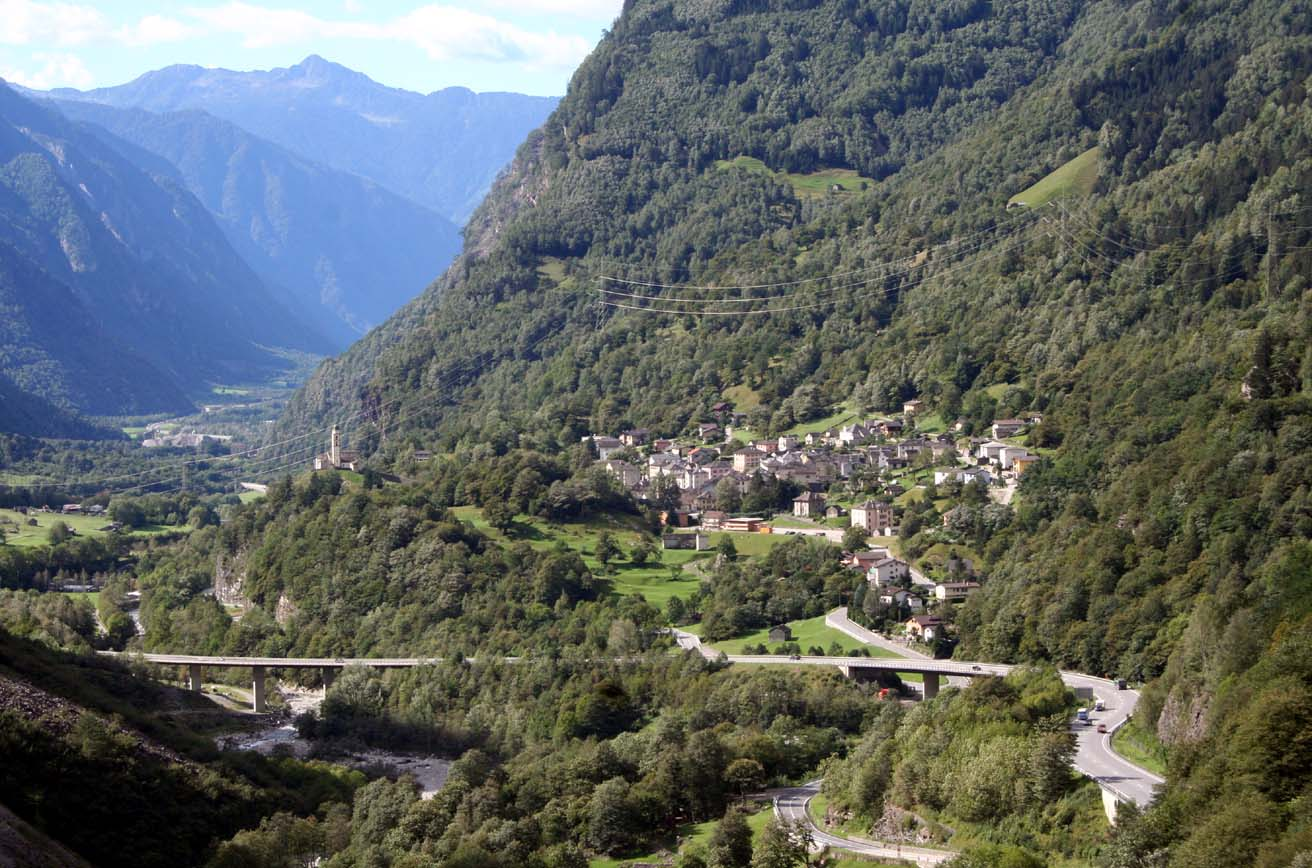

索阿扎是瑞士的城鎮，位於該國東部，由格勞賓登州負責管轄，面積46.42平方公里，海拔高度620米，2011年人口353，九成居民使用意大利語，人口密度每平方公里8人。

## 外部連結
- Official website （意大利文）/（德文）